# Linha do Leste
| Bahnhof von Portalegre im Alentejo |       |                                        |                                        |
| |       |                                        |                                        |
| \| \| \| Linha da Beira Baixa von Entroncamento \| \| \| \| 0,0 \| Abrantes \| Abrantes \| \| \| \| Linha da Beira Baixa nach Guarda \| \| \| \| 11,4 \| Bemposta - São Facundo \| Bemposta - São Facundo \| \| \| 28,3 \| Ponte de Sor \| Ponte de Sor \| \| \| 32,0 \| Fazenda \| Fazenda \| \| \| 39,3 \| Torre das Vargens \| Torre das Vargens \| \| \| \| Ramal de Cáceres nach Marvão-Beirã \| \| \| \| 48,9 \| Chança \| Chança \| \| \| 55,4 \| Mata \| Mata \| \| \| 64,4 \| Crato \| Crato \| \| \| 81,7 \| Portalegre \| Portalegre \| \| \| \| Ramal de Portalegre \| \| \| \| 91,9 \| Assumar \| Assumar \| \| \| 98,3 \| Arronches \| Arronches \| \| \| 110,7 \| Santa Eulália \| Santa Eulália \| \| \| 111,8 \| Santa Eulália A \| Santa Eulália A \| \| \| 130,0 \| Elvas \| Elvas \| \| \| 140,8 \| Portugal/Spanien \| Portugal/Spanien \| \| \| 146,2 \| Badajoz \| Badajoz \| \| \| \| nach Madrid \| \| |       |                                        |                                        |
| Strecke |       | Linha da Beira Baixa von Entroncamento | Linha da Beira Baixa von Entroncamento |
| Bahnhof | 0,0   | Abrantes                               | Abrantes                               |
| Abzweig geradeaus und nach rechts |       | Linha da Beira Baixa nach Guarda       | Linha da Beira Baixa nach Guarda       |
| Bahnhof | 11,4  | Bemposta - São Facundo                 | Bemposta - São Facundo                 |
| Bahnhof | 28,3  | Ponte de Sor                           | Ponte de Sor                           |
| ehemaliger Haltepunkt / Haltestelle | 32,0  | Fazenda                                | Fazenda                                |
| Bahnhof | 39,3  | Torre das Vargens                      | Torre das Vargens                      |
| Abzweig geradeaus und nach links |       | Ramal de Cáceres nach Marvão-Beirã     | Ramal de Cáceres nach Marvão-Beirã     |
| Haltepunkt / Haltestelle | 48,9  | Chança                                 | Chança                                 |
| ehemaliger Haltepunkt / Haltestelle | 55,4  | Mata                                   | Mata                                   |
| Bahnhof | 64,4  | Crato                                  | Crato                                  |
| Bahnhof | 81,7  | Portalegre                             | Portalegre                             |
| Abzweig geradeaus und ehemals nach rechts |       | Ramal de Portalegre                    | Ramal de Portalegre                    |
| Haltepunkt / Haltestelle | 91,9  | Assumar                                | Assumar                                |
| Haltepunkt / Haltestelle | 98,3  | Arronches                              | Arronches                              |
| Bahnhof | 110,7 | Santa Eulália                          | Santa Eulália                          |
| ehemaliger Haltepunkt / Haltestelle | 111,8 | Santa Eulália A                        | Santa Eulália A                        |
| Bahnhof | 130,0 | Elvas                                  | Elvas                                  |
| Grenze | 140,8 | Portugal/Spanien                       | Portugal/Spanien                       |
| Bahnhof | 146,2 | Badajoz                                | Badajoz                                |
| Strecke |       | nach Madrid                            | nach Madrid                            |

Die Linha do Leste ist eine Bahnstrecke in Portugal, die im spanischen Badajoz endet.

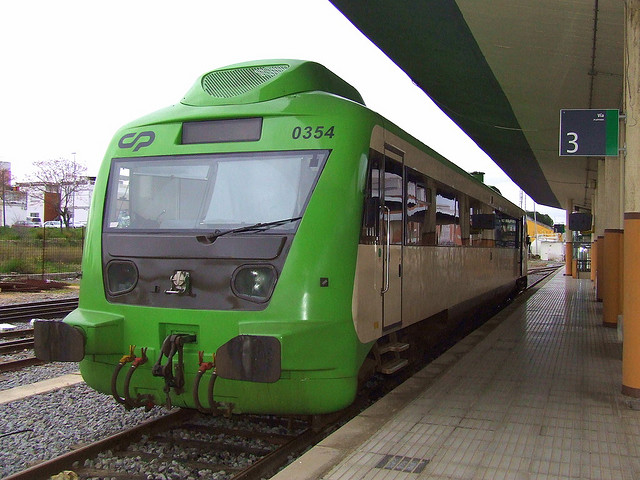
Triebwagen der Baureihe 0350 im spanischen Bahnhof Badajoz (2009)

Die Linha do Leste verbindet Abrantes an der Linha da Beira Baixa mit dem Grenzbahnhof von Elvas im Alentejo. Die Strecke hat eine Gesamtlänge von 146,2 km. Nach dem Bahnhof Elvas überquert die Eisenbahnlinie die Grenze nach Spanien bei Badajoz.
Zum 1. Januar 2012 stellte die CP den kompletten Personenverkehr aufgrund von Sparmaßnahmen der Regierung Passos Coelho auf der Strecke ein; im Durchschnitt sollen 17 Fahrgäste pro Zug auf der Strecke unterwegs gewesen sein. Seit September 2015 gibt es wieder an Freitagen und Sonntagen eine Zugverbindung in beide Richtungen zwischen Portalegre und Entroncamento – am Knotenpunkt Entroncamento besteht dabei an Anschluss an Intercidades-Verbindungen nach Lissabon und Porto. Die Vereinbarung kam auf Initiative der Stadt Portalegre sowie dem Instituto Politécnico de Portalegre und dem GNR-Ausbildungszentrum zu Stande. Der Infrastrukturbetreiber Infraestruturas de Portugal (IP) verzichtete auf die sonst übliche Trassengebühr.
Nach den Parlamentswahlen im Herbst 2015 und dem damit verbundenen politischen Mehrheitswechsel, beschloss das Parlament auf Antrag der Grünen (Os Verdes) – mit Unterstützung der ehemaligen Regierungsparteien PSD und CDS, die zuvor die Strecke stillgelegt hatten – die Wiedereinführung des Zugverkehrs bis Elvas/Badajoz. Die IP muss auf Parlamentsbeschluss weiterhin auf die Trassengebühren verzichten. Zum Einsatz werden Triebwagen der Baureihe 350 kommen.
Seit 29. August 2017 gibt es wieder einen Reisezug täglich in beide Richtungen zwischen Entroncamento und Badajoz. Am 9. Oktober 2022 wurde ein zweites Zugpaar eingeführt.
Für Güter ist die Strecke zwischen 2012 und 2017 aber offen geblieben.